# قاعة مشاهير رينجيت كندا
تأسست قاعة مشاهير رينجيت كندا (RCHoF) في عام 1988 من قبل رينجيت كندا، الهيئة الحاكمة لرياضة رينجيت في كندا، لتكريم الأفراد والمجموعات البارزة المرتبطة بهذه الرياضة.
تتضمن القاعة ست فئات: المؤسسون، الإداريون، الحكام، الفرق، المدربون، والرياضيون. وقد أُدراج العديد من فرق الرينجيت الوطنية الكندية ولاعبيها على مدار تاريخ القاعة، بالإضافة إلى المنظمين والمسؤولين والمدربين والحكام.
كان أول شخصين أُدرجا في قاعة المشاهير عام 1988 هما مؤسسا رياضة الرينجيت، سام جاكس وريد مكارثي. كما أُدرج أغنيس جاكس CM، زوجة سام جاكس، ضمن فئة الإداريين عام 1996.
كان أول الإداريين الذين أُدرجا هما جون تييسن وتيري يونغمان (1989). كان تييسن أول رئيس لرينجيت كندا (1974–75، 1976–77)، بينما تولى يونغمان الرئاسة من 1981 إلى 1983، وقاد لاحقًا التطوير الدولي للرياضة من 1983 إلى 1985 أثناء خدمته كرئيس سابق لرينجيت كندا.
أما أول فريقين أُدرجا، فقد كانا الفائزين ببطولات العالم: فريق ألبرتا في بطولة العالم لرينجيت 1990 (2005)، وفريق كندا الغربي في بطولة العالم لرينجيت 1992 (2005).
أول رياضية تم إدراجها كانت ديب ماريك (2001)، وأول مدرب كان ليندساي ويلانز (2002)، بينما كان أول حكم يتم إدراجه هو دينيس ويكس (2001).

## قائمة أعضاء قاعة مشاهير الرينجيت الكندية
فيما يلي قائمة بأعضاء قاعة مشاهير الرينجيت الكندية: 
| - سام جاكس – 1988: المؤسس - ميرل (ريد) مكارثي – 1988: المؤسس - جون تيسين – 1989: باني - تيري يونغمان – 1989: باني - بروس كيتلز – 1990: باني - هيرب أبراهامز – 1990: باني - بيتي شيلدز – 1992: بانية - نيلسون بول – 1993: باني - أغنيس جاكس CM – 1996: بانية - ليون موريسيت – 1999: باني - ديب ماريك – 2001: رياضية - دينيس ويكس – 2001: مسؤولة - ريج وود – 2001: باني - أودرا أنتونيوك – 2002: بانية - ليندسي ويلانز – 2002: مدرب - دوج ماكواري – 2002: مسؤول - كارا براون – 2002: رياضية - جيم بينينج – 2003: باني - جين لاركوورثي – 2003: مسؤولة - ليندا (تيبين) أندرسون – 2004: مدربة - فريق بطولة العالم للرينجيت 1990 – 2005: فريق - فريق بطولة العالم للرينجيت 1992 – 2005: فريق - كارولين بوجوش – 2006: رياضية - كليمنس دوشينو – 2006: رياضية - ماري لي روس – 2006: مدربة - بيرني كوكبورن – 2006: باني - مارج (مارجوري) نولز – 2007: بانية - سيندي أنالا – 2008: رياضية - ليزا براون – 2008: رياضية - لوري هورن – 2008: مدربة - جورج ماكنزي – 2009: مدرب - ماريا (ماكنزي) تومبسون – 2009: رياضية - جودي ديدوك – 2009: رياضية - جوان ديردن – 2009: بانية - فريق بطولة العالم للرينجيت 2002 – 2010: فريق - فريق بطولة العالم للرينجيت 1996 – 2010: فريق - نورم لافورست – 2010: مسؤول - مارك رينكيويكز – 2010: مسؤول - رينيه ترومبلر – 2010: باني - ستيف بلاكلوك – 2010: مسؤول - ويس كلارك – 2010: باني | - دون سالي – 2010: باني - بروس هيسليب – 2010: باني - شيلي (رينولدز) ديرويانكا – 2011: رياضية - هيرمان ويلز – 2011: باني - ستيفان بلاكمان – 2011: باني - كريس جورج – 2011: مسؤول - ميجان تود – 2012: رياضية - جينيفر (ويلان) كروتشاك – 2012: رياضية - فيليس سادواي – 2012: مدربة - جيم داوسون – 2012: باني - بيتر مايك – 2013: مدرب - إيريس تود – 2013: مسؤولة - كارلي روس – 2013: رياضية - لورا وارنر – 2013: رياضية - فريق كندا الشرقي تحت 19 سنة 2012 – 2014: فريق - جانيس كوسار – 2014: رياضية - كيلي براون – 2014: رياضية - لورا نولز – 2014: مسؤولة - توم ماينكنخت – 2014: باني - بيث فيل – 2014: مدربة - كاثي أوفر – 2015: مسؤولة - ديف وود – 2016: مدرب - سارة (ميلر) ياني – 2016: رياضية - فريق الناشئين الوطني 2016 – 2016: فريق - دانييل (هوبداي) هيلدبراند – 2017: رياضية - أليكسيس سنودون – 2017: رياضية - لوسي آن إنجولدسبي – 2017: مسؤولة - دواين أندرين – 2017: باني - فريق الناشئين الوطني 2017 – 2018: فريق - كيفن لي – 2019: مسؤول - كارين (دوجاي) بانتينج – 2019: رياضية - فريق الناشئين الوطني 2019 – 2020: فريق - سو بلاكلوك – 2021: مسؤولة - إيفون برولت – 2021: باني - تيري ماك آدم – 2021: باني - ألين مارتيل – 2021: بانية - باري هوبداي – 2022: مدرب - بيفرلي آن فيلسكي – 2022: بانية |

## المكرمون في بطولة العالم للرينجيت
فيما يلي قائمة بمكرمي RCHoF الذين شاركوا أيضًا في بطولة العالم للرينجيت. لاحظ أن بعض الأعضاء كُرموا أكثر من مرة في فئات مختلفة.
| قاعة مشاهير الرينجيت الكندية  | قاعة مشاهير الرينجيت الكندية | قاعة مشاهير الرينجيت الكندية | قاعة مشاهير الرينجيت الكندية                                             | قاعة مشاهير الرينجيت الكندية | قاعة مشاهير الرينجيت الكندية |
| الاسم                         | سنة التكريم                  | الفئة                        | WRC                                                                      | الفريق/المشاركة | الملف الشخصي                 |
| البناة                        | البناة                       | البناة                       | البناة                                                                   | البناة | البناة                       |
| ----------------------------- | ---------------------------- | ---------------------------- | ------------------------------------------------------------------------ | --- | ---------------------------- |
| ريج وود                       | 2001                         | باني                         | بطولة العالم للرينجيت لعام 1990                                          | مدرب رئيسي · 1990 Team Alberta | RCHoF                        |
| ألاين مارتيل                  | 2021                         | باني                         |                                                                          | | RCHoF                        |
| الفرق                         |                              |                              |                                                                          | |                              |
| فريق كندا 1990 (كبار)         | 2005                         | فريق                         | بطولة العالم للرينجيت لعام 1990                                          | 1990 Team Alberta | RCHoF                        |
| 1992 Team Canada West         | 2005                         | فريق                         | WRC 1992                                                                 | 1992 Team Canada West | RCHoF                        |
| 2002 Team Canada (Sr.)        | 2010                         | فريق                         | WRC 2002                                                                 | 2002 Team Canada (Sr.) |                              |
| 1996 Team Canada (Sr.)        | 2010                         | فريق                         | WRC 1996                                                                 | 1996 Team Canada (Sr.) |                              |
| 2012 U19 Team Canada East     | 2014                         | فريق                         | WJRC 2012                                                                | 2012 U19 Team Canada East |                              |
| 2016 Team Canada (Jr.)        | 2016                         | فريق                         | WRC 2016                                                                 | 2016 Team Canada (Jr.) |                              |
| 2017 Team Canada (Jr.)        | 2018                         | فريق                         | WRC 2017                                                                 | 2017 Team Canada (Jr.) |                              |
| 2019 Team Canada (Jr.)        | 2020                         | فريق                         | WRC 2019                                                                 | 2019 Team Canada (Jr.) | RCHoF                        |
| المدربون                      |                              |                              |                                                                          | |                              |
| Lyndsay Wheelans              | 2002                         | مدرب                         | WRC 1990 WRC 1992 WRC 1994 WRC 1996 WRC 1998 WRC 2000 WRC 2004 WRC 2007  | لاعبة · 1990 Team Alberta · 1992 Team Canada West · 1994 Team Canada West · مدرب رئيسي · 1996 Team Canada (Sr.) · 2007 Team Canada (Sr.) مدرب رئيسي · 1998 Team Finland (Sr.) · مدرب مساعد · 2000 Team Canada (Sr.) · 2004 Team Canada (Sr.)                                                                       | RCHoF                        |
| Lorrie Horne                  | 2008                         | مدرب                         | WRC 1996 WRC 2000 WRC 2002 WRC 2004 WRC 2016 WRC 2017 WRC 2019           | مدرب · 1996 Team Canada (Sr.) مدرب رئيسي · 2000 Team USA (Sr.) مدرب رئيسي · 2002 Team Canada (Sr.) · 2016 Team Canada (Jr.) · 2017 Team Canada (Jr.) · 2019 Team Canada (Jr.) مدرب · 2004 Team Canada (Sr.) | RCHoF                        |
| Phyllis Sadoway               | 2012                         | مدرب                         | WRC 1996 WRC 2002 WRC 2004 WRC 2007 WRC 2010 WRC 2013 WRC 2022           | مدرب رئيسي · 1996 Team Canada (Sr.) مدرب مساعد · 2002 Team Canada (Sr.) · مدرب مساعد · 2022 Team USA (Sr.) · (President's Pool) مدرب رئيسي · 2004 Team USA (Sr.) · 4th \| 2007 Team USA (Sr.) · 2010 Team USA (Sr.) · 2013 Team USA (Sr.)                                                                          | RCHoF                        |
| اللاعبون                      |                              |                              |                                                                          | |                              |
| ديب مارك                      | 2001                         | لاعبة (حارسة مرمى)           | WRC 1990 WRC 1992 WRC 1996 WRC 1998                                      | لاعبة · 1990 Team Alberta · 1992 Team Canada West مدرب مساعد · 1996 Team Canada (Sr.) مدرب مساعد · 1998 Team Canada (Sr.) | RCHoF                        |
| كارا براون                    | 2002                         | لاعبة                        | WRC 1990 WRC 1992 WRC 1994 WRC 1998                                      | 1990 Team Alberta · 1992 Team Canada West · 1994 Team Canada (Sr.) · 1998 Team Canada (Sr.) | RCHoF                        |
| Clémence Duchesneau           | 2006                         | لاعبة (حارسة مرمى)           | WRC 1990 WRC 1992 WRC 1994                                               | 1990 Team Quebec · 1992 Team Canada East · 1994 Team Canada East |                              |
| Carolyn Bogusz                | 2006                         | لاعبة                        | WRC 1990 WRC 1992 WRC 1994                                               | 1990 Team Quebec · 1992 Team Canada East · 1994 Team Canada East |                              |
| ليزا براون                    | 2008                         | لاعبة                        | WRC 1990 WRC 1992 WRC 1996 WRC 1998 WRC 2000                             | 1990 Team Alberta · 1992 Team Canada West · 1996 Team Canada (Sr.) · 1998 Team Canada (Sr.) · 2000 Team Canada (Sr.) |                              |
| Cindy Annala                  | 2008                         | لاعبة (دفاع)                 | WRC 1990 WRC 1992                                                        | 1990 Team Alberta · 1992 Team Canada West |                              |
| Maria (McKenzie) Thompson     | 2009                         | لاعبة                        | WRC 1994 WRC 1996 WRC 1998 WRC 2000 WRC 2002                             | 1994 Team Canada West · 1996 Team Canada (Sr.) · 1998 Team Canada (Sr.) · 2000 Team Canada (Sr.) · 2002 Team Canada (Sr.) |                              |
| Judy Diduck                   | 2009                         | لاعبة                        | WRC 1990                                                                 | 1990 Team Alberta |                              |
| Shelley (Reynolds) Derewianka | 2011                         | لاعبة                        | WRC 1992 WRC 1996                                                        | 1992 Team Canada West · 1996 Team Canada (Sr.) |                              |
| Megan Todd                    | 2012                         | لاعبة                        | WRC 2000 WRC 2002 WRC 2004 WRC 2007                                      | 2000 Team Canada (Sr.) · 2002 Team Canada (Sr.) · 2004 Team Canada (Sr.) · 2007 Team Canada (Sr.) |                              |
| Jennifer (Willan) Krochak     | 2012                         | لاعبة                        | WRC 1994 WRC 1996 WRC 2000                                               | 1994 Team Canada West · 1996 Team Canada (Sr.) · 2000 Team Canada (Sr.) |                              |
| لورا وارنر                    | 2013                         | لاعبة                        | WRC 1996 WRC 2000 WRC 2002 WRC 2004                                      | 1996 Team Canada (Sr.) · 2000 Team Canada (Sr.) · 2002 Team Canada (Sr.) قائدة · 2004 Team Canada (Sr.) قائدة | RCHoF                        |
| كارلي روس                     | 2013                         | لاعبة                        | WRC 1996 WRC 2002 WRC 2004 WRC 2007                                      | 1996 Team Canada (Sr.) · 2002 Team Canada (Sr.) · 2004 Team Canada (Sr.) · 2007 Team Canada (Sr.) |                              |
| Keely Brown                   | 2014                         | لاعبة (حارسة مرمى)           | WRC 2000 WRC 2002 WRC 2004 WRC 2007 WRC 2010 WJRC 2012 WRC 2013 WRC 2022 | لاعبة · 2000 Team Canada (Sr.) · 2002 Team Canada (Sr.) · 2004 Team Canada (Sr.) · 2007 Team Canada (Sr.) · 2010 Team Canada (Sr.) · مدربة حراس مرمى · 2013 Team Canada (Sr.) · مدرب مساعد\مدربة حراس مرمى · 2012 Team Canada U19 West · مدرب مساعد · 2022 Team Canada (Jr.) · مدرب مساعد · 2023 Team Canada (Jr.) | RCHoF                        |
| Sarah (Miller) Ianni          | 2016                         | لاعبة                        | WRC 1998 WRC 2002 WRC 2016 WRC 2017                                      | لاعبة · 1998 Team Canada (Sr.) · 2002 Team Canada (Sr.) · مدربة تراث · 2016 Team Canada (Jr.) · مدرب مساعد · 2017 Team Canada (Jr.) |                              |
| Danielle (Hobday) Hildebrand  | 2017                         | لاعبة                        | WRC 2000 WRC 2002 WRC 2004 WRC 2007 WRC 2016 WRC 2017                    | لاعبة · 2000 Team Canada (Sr.) · 2002 Team Canada (Sr.) · 2004 Team Canada (Sr.) · 2007 Team Canada (Sr.) · مدربة تراث · 2016 Team Canada (Jr.) · مدرب مساعد · 2017 Team Canada (Jr.) |                              |
| Alexis Snowdon                | 2017                         | لاعبة                        | WRC 2002 WRC 2017 WRC 2019                                               | لاعبة · 2002 Team Canada (Sr.) مستشار تطوير اللاعبين · 2017 Team Canada (Sr.) مدرب مساعد · 2019 Team Canada (Sr.) |                              |
| Karen (Duguay) Bunting        | 2019                         | لاعبة                        | WRC 1998 WRC 2000                                                        | 1998 Team Canada (Sr.) · 2000 Team Canada (Sr.) | RCHoF                        |
| الحكام                        |                              |                              |                                                                          | |                              |
| Doug MacQuarrie               | 2002                         | حكم                          | WRC 1990                                                                 | WRC 1990 حكم |                              |
| Jane Larkworthy               | 2003                         | حكم                          | WRC 1990                                                                 | WRC 1990 مدير الحكام |                              |
| Steve Blacklock               | 2010                         | حكم                          | WRC 1994 WRC 2004                                                        | WRC 1994 Official WRC 2004 Official |                              |
| Denise Weeks                  | 2001                         | Official                     | WRC 1992                                                                 | WRC 1992 Official | RCHoF                        |
| Kevin Lee                     | 2019                         | Official                     | WRC 2010                                                                 | WRC 2010 Official |                              |
| Sue Blacklock                 | 2021                         | Official                     | WRC 1994 WRC 2004                                                        | WRC 1994 Official WRC 2004 Official | RCHoF                        |

بالتأكيد، إليك ترجمة القسم الأخير مع الحفاظ على المراجع والروابط كما هي:

## أخرى

### قاعة مشاهير الرياضة الكندية
فيما يلي المكرمون في قاعة كندا للمشاهير الرياضية ‏:
سام جاكس كُرموا في قاعة مشاهير الرياضة الكندية في عام 2007. 

### قاعة مشاهير الرياضة في ألبرتا
فيما يلي المكرمون في قاعة ألبرتا للمشاهير الرياضية ‏:
كُرم فريقي كندا الغربي من 1990 و1992 في قاعة مشاهير الرياضة في ألبرتا ‏ في فئة المجموعات والفرق في عام 1994. 
كُرم فيليس سادواي في قاعة مشاهير الرياضة في ألبرتا في عام 2014. 
كُرم ريج وود في قاعة مشاهير الرياضة في ألبرتا في عام 1994. 

### قاعة مشاهير الرياضة في ساسكاتشوان
فيما يلي المكرمون في قاعة مشاهير الرياضة في ساسكاتشوان:
1988 Regina Optimist Stingers Ringette Team - تم إدخالهم في قاعة مشاهير الرياضة في ساسكاتشوان في 16 يونيو 2001. الإنجازات: أبطال الرينجيت للناشئين الكنديين لعام 1998 (انظر Canadian Ringette Championships). 

### قاعة مشاهير الرياضة والمتحف في مانيتوبا
فيما يلي المكرمون في قاعة مانيتوبا للمشاهير الرياضية ‏:
كُرم أندريا فيرجسون ("أندو") في قاعة مشاهير الرياضة والمتحف في مانيتوبا في عام 2022. وهي أول رياضية في الرينجيت يتم تكريمها في تاريخها. 